# Carl Emil Rantzau
Carl Æmilius "Emil" rigsgreve Rantzau (17. februar 1775 – 25. oktober 1857 på Rastorf) var en holstensk godsejer, politiker og gehejmekonferensråd, far til Christian Rantzau, som han overlevede, og farfar til Emil Rantzau.
Han var søn af Christian Emil Rantzau (1716-1777) til Rastorf, Weissenhaus, Bürau og Ascheberg og hustru. I årene 1801 til 1830 ejede han godserne Rastorf og Rethwisch. Rantzau blev immatrikuleret 1788 ved universitetet i Kiel, blev 1792 kammerjunker og sekondløjtnant ved Livregiment lette Dragoner, 1793 premierløjtnant og afgik fra Hæren 1799.
1808 blev Rantzau kammerherre, 1817 Kommandør af Dannebrogordenen, 1826 Dannebrogsmand, 1828 gehejmekonferensråd og fik 1829 Storkorset. Han var 1834-40 og 1841-43 kongevalgt medlem af den holstenske stænderforsamling.
22. september 1794 ægtede han i København Emilie Hedevig Caroline komtesse Bernstorff (7. november 1777 i København – 12. maj 1811 på Rastorf), datter af statsmanden Andreas Peter Bernstorff og hustru.